# Cronologia da Era dos Descobrimentos
Segue-se uma cronologia da Era dos Descobrimentos com especial destaque para os descobrimentos portugueses.
| Ano  | No mundo | Portugal                                                                                                  |
| ---- | -------- | --- |
| 1419 |          | Chegada a Porto Santo e à Madeira.                                                                        |
| 1421 |          | Viagem abaixo do Cabo Não.                                                                                |
| 1427 |          | Reconhecimento dos Açores.                                                                                |
| 1434 |          | Gil Eanes passa o Cabo Bojador.                                                                           |
| 1436 |          | Afonso Baldaia atinge a Pedra da Galé.                                                                    |
| 1441 |          | Nuno Tristão vai ao Cabo Branco.                                                                          |
| 1444 |          | Dinis Dias aborda Cabo Verde.                                                                             |
| 1456 |          | Cadamosto explora os rios da Guiné.                                                                       |
| 1460 |          | Pedro de Sintra alcança o Cabo Mensurado. Diogo Gomes e António da Noli escalam as ilhas de Cabo Verde.   |
| 1471 |          | João de Santarém e Pedro Escobar acham as ilhas de São Tomé, Príncipe e Ano Bom.                          |
| 1474 |          | Lopo Gonçalves e Rui Sequeira vão ao Cabo de Santa Catarina.                                              |
| 1482 |          | Diogo Cão desce abaixo do Cabo de Santa Catarina.                                                         |
| 1483 |          | Diogo Cão atinge o rio Zaire e o Cabo Lobo.                                                               |
| 1485 |          | Diogo Cão passa o Cabo do Padrão.                                                                         |
| 1487 |          | Largada da expedição de Bartolomeu Dias.                                                                  |
| 1488 |          | Bartolomeu Dias dobra o Cabo da Boa Esperança.                                                            |
| 1495 |          | Pedro Barcelos e João Lavrador vão à Gronelândia. Expedição a Sofala.                                     |
| 1497 |          | Largada da expedição de Vasco da Gama.                                                                    |
| 1498 |          | Vasco da Gama desembarca em Calecut.                                                                      |
| 1500 |          | Pedro Álvares Cabral chega ao Brasil. Diogo Dias aborda o Madagáscar. Gaspar Corte-Real vai à Terra Nova. |